# 红旗-1中近程防空导弹
红旗一号，系中华人民共和国自苏联的“S-75”型（北约命名为SA-2）仿制而来的中近程地对空导弹。武器系统它由导弹、制导站、发射架和地面支援设备等组成。导弹动力装置由固体火箭发动机和液体火箭发动机两级组成，拦截目标高度为公里，斜距为12-29公里。是50年代中期世界上较先进的防空导弹武器系统，主要用于攻击高空、高速飞机和飞航式导弹。

## 仿制过程
- - 1960年，以一机部为主，国防部五院协同，开展“红旗”1号的仿制工作。在五院成立总设计师室。
  - 1960年8月，苏联撤走专家。聂荣臻指示要依靠自己的技术力量把导弹仿制出来。
  - 1961年2月，五院科技人员搞清了导弹的总体设计参数选择、气动布局、强度计算以及各分系统设计等方面的问题，写出了技术报告和总结。
  - 1962年9月，国防工办和国防科委调整、加强了总设计师组织，由三机部调少数人员到五院总设计师室联合办公。总设计师室作为生产厂和设计单位间联系的纽带，协调解决仿制生产中的各种问题。
  - 1963年4月完成了模型弹的仿制。
  - 1963年6月，在地空导弹试验靶场进行了两发模型弹的飞行试验，均获成功。随后，又相继完成了运输、振动、静力、防水等试验，证明仿制的导弹各系统工作情况正常，质量符合技术要求。
  - 1964年5月，仿制的制导站完成了校飞试验，并首次与试制的闭合回路战斗弹对雷达伞靶进行实弹射击试验，击落伞靶，试验成功。
  - 1964年9月26日，改进引信后的导弹重新进行发射试验，成功地击落了米格-15型靶机。
  - 1964年10月6日，导弹成功地击中了中高空模拟目标。
  - 1964年12月10日，国务院特种武器定型委员会批准仿制的战斗弹初步定型，命名为“红旗”1号导弹。
  - 1966年6月改进了天线系统，“S-75”型防空导弹武器系统的仿制工作全部结束。

## 战斗使用
1959年10月至1965年1月，中国人民解放军空军防空导弹部队用苏制“S-75”与国产“红旗”1号防空导弹多次击落入侵的U-2型高空侦察机及无人驾驶飞机。

## 型号发展
- 紅旗二號
- 紅旗三號
- 紅旗四號